# Eva Biringer

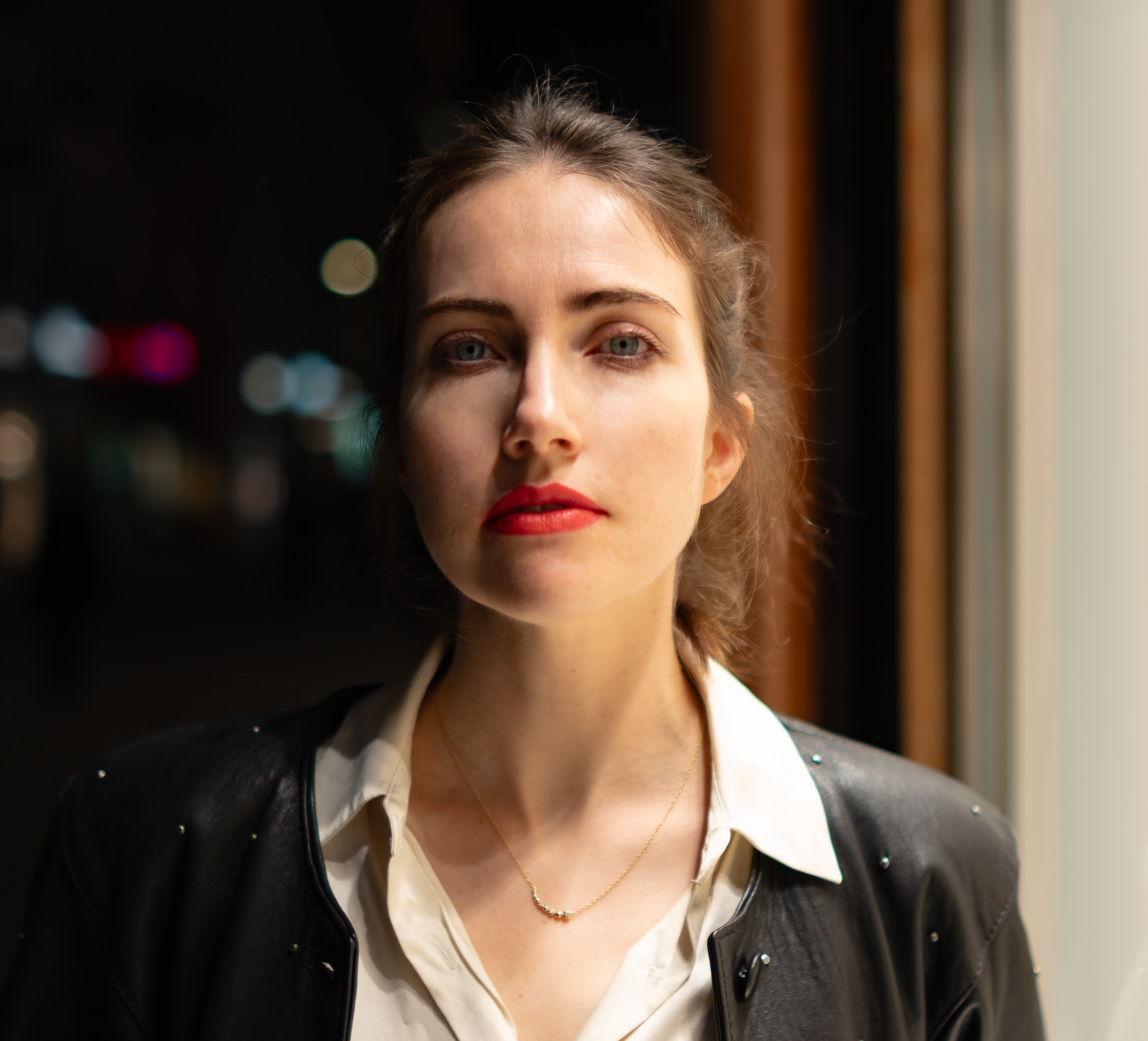
Eva Biringer

Eva Biringer (* 1989 in Albstadt-Ebingen) ist eine deutsche Journalistin, Autorin und ehemalige Bloggerin.

## Leben und Wirken
Biringer wuchs als Tochter einer alleinerziehenden Mutter, die in der Verwaltung einer Privatklinik arbeitete, in einem oberschwäbischen Dorf auf. Sie studierte Kunstgeschichte und Theaterwissenschaft in Berlin und Wien. Ab 2010 betrieb sie unter dem Pseudonym Eva Perla das Blog Milchmädchenmonolog. 2013 schrieb sie für das Blog des Berliner Theatertreffens. Sie schrieb als Theaterkritikerin für Nachtkritik.de und Die Welt. Biringer war Redakteurin bei Zeit Online und anschließend freie Journalistin, u. a. für den Feinschmecker und den Standard.
2022 erschien ihr autobiografisches Sachbuch Unabhängig, in dem sie über ihre Alkoholabhängigkeit schreibt, die Therapie und über ihre Entscheidung, ihren seit dem 12. Lebensjahr praktizierten Alkoholkonsum einzustellen.
Biringer lebt in Wien und Berlin.

## Buch
- Unabhängig – Vom Trinken und Loslassen, Harper Collins, Hamburg 2022, ISBN 978-3-365-00016-8.
- Unversehrt. Frauen und Schmerz. HarperCollins, Hamburg 2024, ISBN 978-3-7499-0755-7.